# Akkerloopkever
De akkerloopkever (Carabus arcensis) is een keversoort uit de familie van de loopkevers (Carabidae). De wetenschappelijke naam van de soort werd in 1784 gepubliceerd door Johann Friedrich Wilhelm Herbst. De naam "arvensis" die in de literatuur veel opduikt, is een ongerechtvaardigde verandering van de originele schrijfwijze.

## Ondersoorten
- Carabus arcensis arcensis
- Carabus arcensis baschkiricus Breuning, 1932
- Carabus arcensis carpathus Born, 1902
- Carabus arcensis conciliator Fischer von Waldheim, 1820
- Carabus arcensis costalis Vacher de Lapouge, 1908
- Carabus arcensis noricus Sokolar, 1910
- Carabus arcensis sylvaticus Dejean, 1826 – Heideschallebijter
- Carabus arcensis venetianus Bernau, 1914